# DNIESTER
Agenția Informațională „DNIESTER”(rusă РИА "Днестр") este o agenție de presă din Tiraspol, Transnistria, Republica Moldova.
A fost lansată ca agenție de presă independentă în iulie 2009. Din iulie 2009 până în septembrie 2017, director general și redactor al agenției a fost analist politic, publicist și prozator Roman Conopliov.